# Irina Odăgescu-Țuțuianu
Irina Odăgescu-Țuțuianu (n. 23 mai 1937, București, România) este o compozitoare română, profesoară la Universitatea Națională de Muzică București.

## Studii
În perioada 1957-1963 a studiat la Conservatorul din București, cu Ioan Chirescu – teorie-solfegfii, cu Paul Constantinescu și Alexandru Pașcanu – armonie, cu Zeno Vancea – istoria muzicii, cu Myriam Marbé – contrapunct, cu Tudor Ciortea – forme muzicale, cu Alfred Mendelsohn și Tiberiu Olah – compoziție, cu Anatol Vieru – orchestrație, cu Vinicius Grefiens – citire de partituri, cu Emilia Comișel – folclor. 
În 1972 și 1976, a urmat cursuri de specialitate la Internationale Ferienkurse für Neue Musik din Darmstadt.

## Activitate
A fost redactor muzical la Editura Muzicală din București între 1964-1965, profesoară de pian la Școala de artă nr. 5 București, între 1965-1967, asistentă la catedra de citire de partituri la Conservatorul din București din anul 1967. A publicat studii și articole în: Muzica, Steaua roșie (Tg. Mureș). A susținut conferințe și comunicări științifice.
În cariera sa, Irina Odăgescu-Țuțuianu a abordat genuri muzicale diferite, în afară de operă, practicând un modernism de factură moderată. Cel mai mult s-a dedicat muzicii corale, prin care a continuat tradiția corală clasică românească și a inovat prin introducerea intonației folclorice. Genul predilect de exprimare muzicală a fost poemul, fiind cunoscută pentru poemele sale corale.
Creația sa, care a îmbinat într-un mod echilibrat tradiția cu modernitatea, a fost distinsă cu premii naționale și internaționale de compoziție (Columbia, Italia, Austria).

## Compoziții
Muzică vocal-simfonică
Tinerețe – 1963
Muzică simfonică
Noapte de august – 1964
Passacaglia pentru orchestră – 1966
Unio, poem simfonic – 1968
Muzică de cameră
Variațiuni pentru pian pe o temă populară din Bihor – 1961
Cvartet de coarde – 1963
Rondo-toccata pentru pian – 1964
Patru piese pentru pian dedicate copiilor – 1966
Sonată pentru vioară și pian – 1967
Scherzo-toccata pentru pian – 1968
Improvizații pentru orgă și violoncel – 1969
Muzică corală
În noi străluce tinerețea – 1962
De două decenii – 1964
Cântec eroilor căzuți – 1965
Oglindire – 1968
Muzică vocală
Cântând partidului slavă – 1960
Slăvită, fii,  Republică Socialistă România! – 1967